# Kuřim
Kuřim (v horském nářečí Kořim, německy Gurein) je město v okrese Brno-venkov v Jihomoravském kraji. Rozkládá se v Bobravské vrchovině, 14 km severozápadně od Brna, na okraji přírodního parku Baba. Žije zde přibližně 11 tisíc obyvatel, a je tak největším městem v okrese. V katastru města je věznice.

## Název
Jméno osady (v mužském rodě) bylo odvozeno od osobního jména Kúřim (v jehož základu je sloveso kúřiti) a znamenalo "Kúřimův majetek". Nářeční podoba Kořim se objevuje už v nejstarším dokladu z roku 1226 (zapsáno Corim). Německé jméno se vyvinulo z českého.

## Historie
První písemná zmínka o Kuřimi se nachází v listině vydané českým králem a moravským markrabětem Přemyslem Otakarem I., píše se v ní o placení desátek brněnskému kostelu sv. Petra a Pavla. Listina byla vydána při založení kuřimského kostela sv. Maří Magdaleny roku 1226. Kuřim však již vznikla pravděpodobně ve 12. století, v době přemyslovské kolonizace.
Kuřim během své středověké existence vystřídala mnoho pánů (Milota z Křižanova, Boskovicové, Nekšové z Landeka). Poté byla Kuřim prodána městu Brnu. Značný hospodářský vývoj byl přerušen třicetiletou válkou (kolem roku 1645), při níž byla Kuřim několikrát zpustošena. Kuřim však i přes tento útlak pomáhala Brnu při jeho obléhání.
V letech 1805 a 1809 prošlo Kuřimí Napoleonovo vojsko, přičemž se zde i usídlilo a kuřimští se museli starat o vojáky i jejich koně. V 19. století byla Kuřim sužována častými epidemiemi (cholera, mor) a také požáry, které takřka zničily celou obec. Do 1. světové války narukovalo z Kuřimi 298 mužů, 50 z nich padlo.

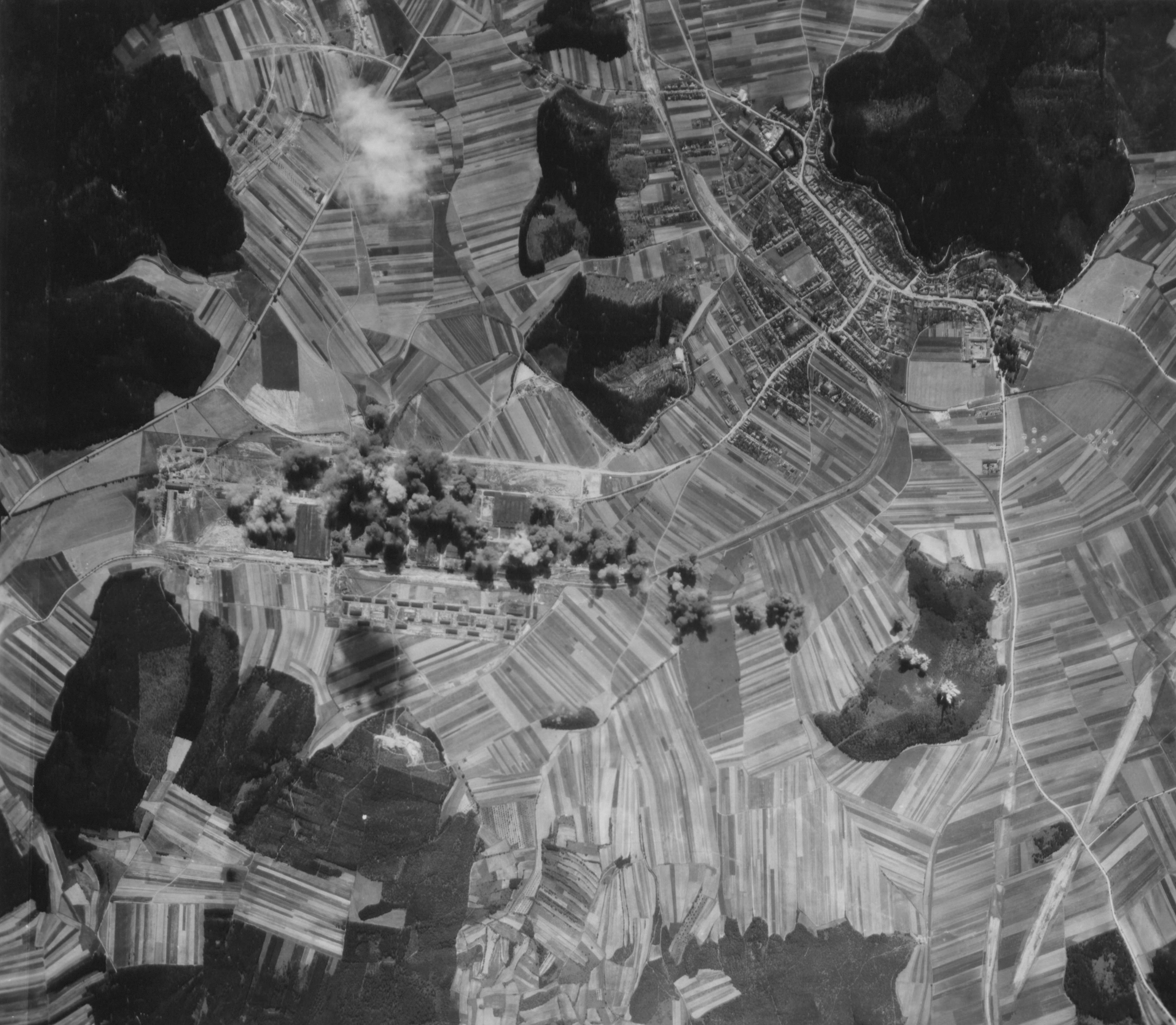
Letecký snímek bombardování závodu TOS Kuřim 25. srpna 1944

Po první sv. válce se začal v Kuřimi budovat pobočný závod Zbrojovky Brno na výrobu soustruhů, frézek a vrtacích strojů. Závod byl v druhé světové válce obsazen Němci. Byla zde zahájena výroba leteckých motorů a přesných obráběcích a vyvrtávacích strojů. To vedlo k tomu, že v srpnu r. 1944, byl závod bombardován americkým a anglickým letectvem, které přineslo těžké ztráty na majetku závodu a mnoha set obětí na životech. 
V roce 1945 byla Kuřim ještě bombardována sovětskými letadly – zasaženy byly pozice německých vojáků, kde zahynulo i 7 občanů. Město bylo osvobozeno Rumunskou královskou armádou dne 9. května 1945.
V roce 1926 začala výstavba měšťanské školy. Od roku 1943 začala na východě katastru Kuřimi vznikat nová osada Podlesí.
Zřízení národního podniku TOS Kuřim, bylo v r. 1950. Nastal velký rozvoj výroby obráběcích strojů. Podnik TOS Kuřim - OS a.s., ve výrobě obráběcích strojů pokračuje. 
K 1. lednu 1961 byl katastr Kuřimi usnesením ONV Brno-venkov ze dne 22. prosince 1960 rozšířen o pozemky o rozloze 5,8546 hektarů, ležící u východního okraje Podlesí, patřící předtím do katastru obce Lelekovic. Tehdy byly důvodem dva obytné domy a kulturní dům, urbanisticky patřící do sídliště Podlesí. Později došlo ještě k dalším úpravám hranice Kuřimi.
Městem se Kuřim stala roku 1964 (právně však až v roce 1990). Roku 1996 obdržela Kuřim prapor bílého listu s černými křídly s bílou jetelovou pružinou z městského znaku umístěným v horním žerďovém rohu. Od roku 2003 je Kuřim obcí s rozšířenou působností, její správní obvod čítá celkem 10 obcí.
V roce 2008 byla ve městě vyšetřována Kuřimská kauza.

## Přírodní poměry
Kuřim leží na samém okraji České vysočiny. Do oblasti zasahuje nejvýznamnější tektonický zlom České vysočiny, Boskovická brázda. Ta odděluje Hornosvrateckou vrchovinu na severozápadě od Bobravské a Drahanské.
Kuřimí protékají dva potoky: Kuřimka a Luční potok, který se do ní vlévá. Kuřimka se ve Veverské Bítýšce vlévá zleva do Svratky, již v místech vzdutí Brněnské přehrady. V západní části Kuřimi, u železniční trati, se nachází malý rybník Srpek.
Východně od Kuřimi, již mimo katastr města, se nachází hřeben Babího lomu (562,1 m n. m.), na kterém stojí rozhledna.

## Obyvatelstvo
| Rok            | 1869  | 1880  | 1890  | 1900  | 1910  | 1921  | 1930  | 1950  | 1961  | 1970  | 1980  | 1991  | 2001  | 2011   | 2021   |
| -------------- | ----- | ----- | ----- | ----- | ----- | ----- | ----- | ----- | ----- | ----- | ----- | ----- | ----- | ------ | ------ |
| Počet obyvatel | 1 403 | 1 535 | 1 585 | 1 610 | 1 874 | 2 024 | 2 844 | 4 131 | 5 944 | 7 076 | 7 695 | 8 621 | 8 930 | 11 540 | 11 485 |
| Počet domů     | 204   | 224   | 235   | 253   | 302   | 321   | 526   | 745   | 873   | 965   | 1 074 | 1 180 | 1 188 | 1 707  | 1 818  |

Vývoj počtu obyvatel

### Náboženský život
Město je centrem římskokatolické farnosti Kuřim, která kromě samotné Kuřimi zahrnují i další tři sousední obce, Českou, Jinačovice a Moravské Knínice. V Kuřimi také funguje náboženská obec církve československé husitské se sborem Dr. Karla Farského.
Nedlouho před rokem 2012 vzniklo ve městě středisko konvertitů k ší'itskému islámu s názvem Ahlulbayt centrum. Jde o vůbec první takovou ší'itskou skupinou, jež se v Česku oficiálně prezentuje. Vyznávají směr dvanáctníků.

## Doprava

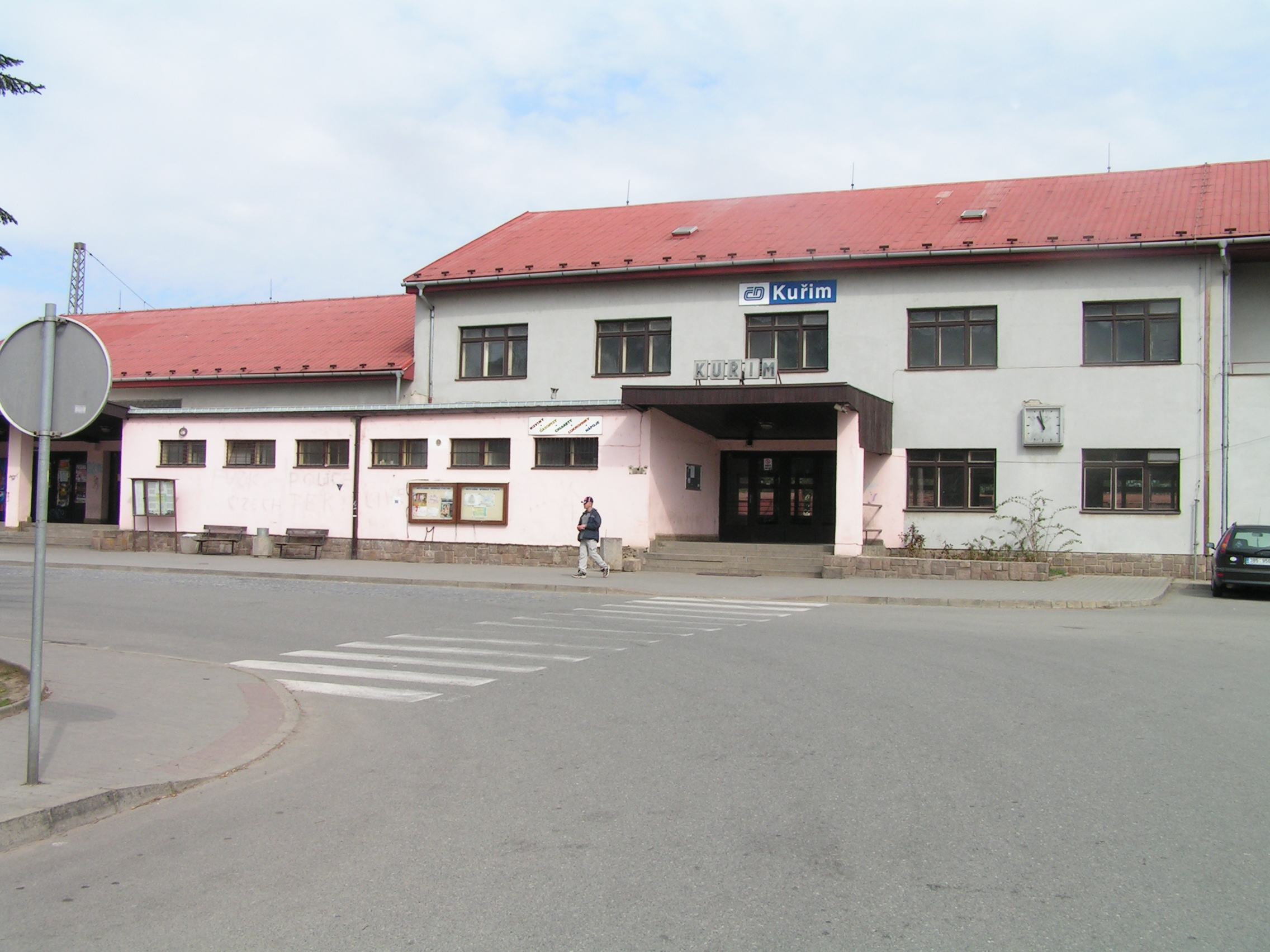
Nádraží v Kuřimi

Kuřim leží na křižovatce silnic druhé třídy 385 (Brno – Žďár nad Sázavou) a 386 (Ostrovačice – Kuřim), východně od města také prochází silnice první třídy 43 (Brno – Svitavy).

### Železnice
Městem prochází železniční trať Brno – Havlíčkův Brod na které leží stanice Kuřim. V letech 1911–1936 se z ní v Kuřimi odpojovala trať do Veverské Bítýšky.
Kuřim je přestupním uzlem Integrovaného dopravního systému Jihomoravského kraje v zóně 310. Spojení zajišťují vlaky na dráze S3 (Břeclav – Brno – Níhov) a autobusové linky 71, 91, 152, 162, 301, 302, 310, 311, 312 a 313.

### Cyklotrasy
Kuřimí vede několik cyklotras, z toho tři značené, spadající do kategorie 4 (regionální cyklotrasa):
- cyklotrasa 5186: Kuřim – Drásov – Železné – Tišnov
- cyklotrasa 5197: Kuřim – Malhostovice – Skalička – Býkovice
- cyklotrasa 5231: Brno, Mokrá Hora – Kuřim – Chudčice – Veverská Bítýška

## Pamětihodnosti
- kostel sv. Maří Magdalény založený roku 1226 je farním kostelem
- renesanční zámek Kuřim, postavený na místě tvrze ze 14. století
- vodní kaple Jana Nepomuckého
- socha sv. Floriána

## Osobnosti
- Michal Florian (* 2007) – zpěvák, skladatel, youtuber s přezdívkou Misha
- Ferdinand Kamba (1907–1992) – akademický malíř a arteterapeut
- Danuše Nerudová (* 1979) – ekonomka, bývalá rektorka Mendelovy univerzity, kandidátka na prezidenta

## Fotogalerie

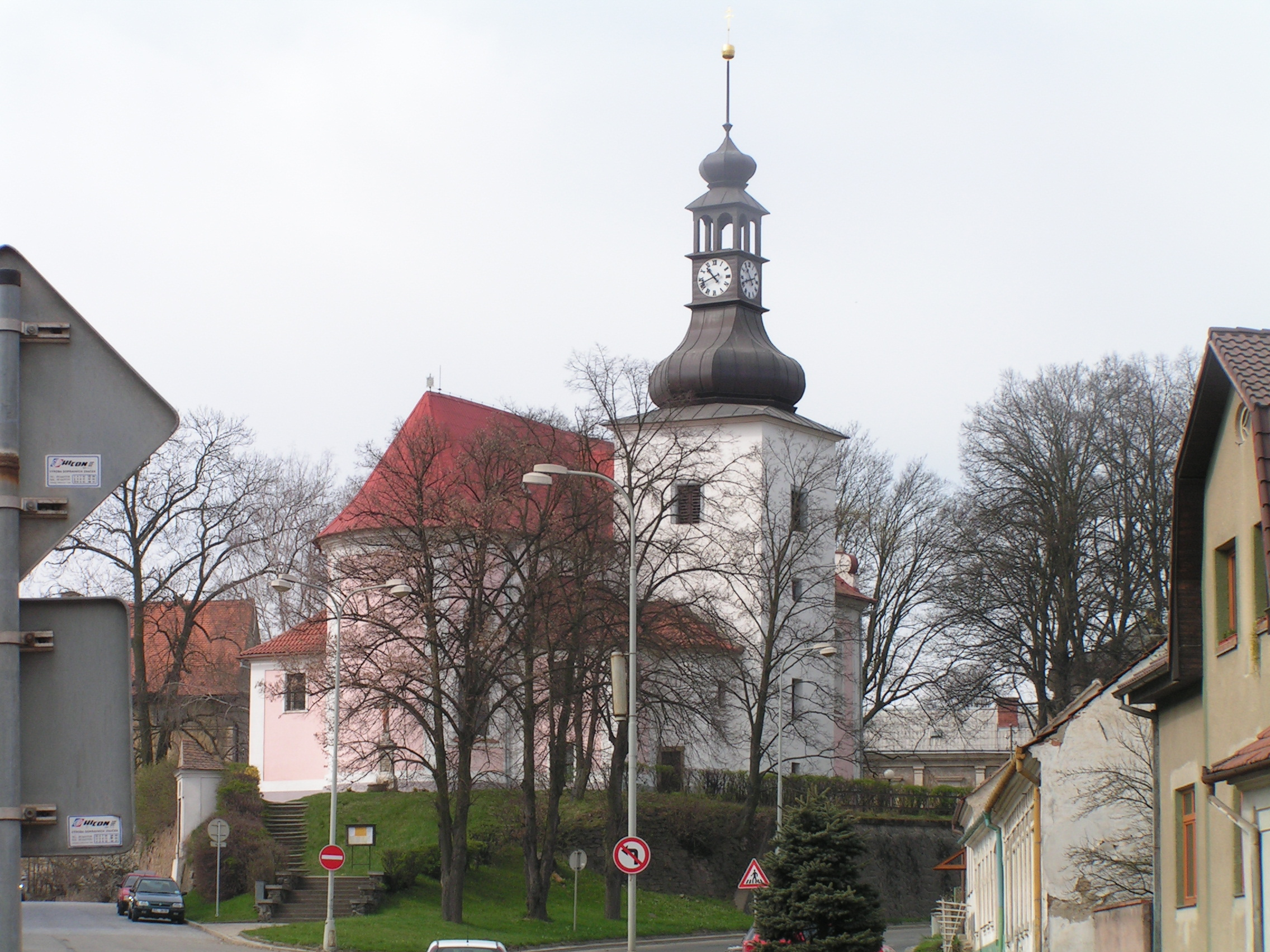
Kostel sv. Maří Magdalény
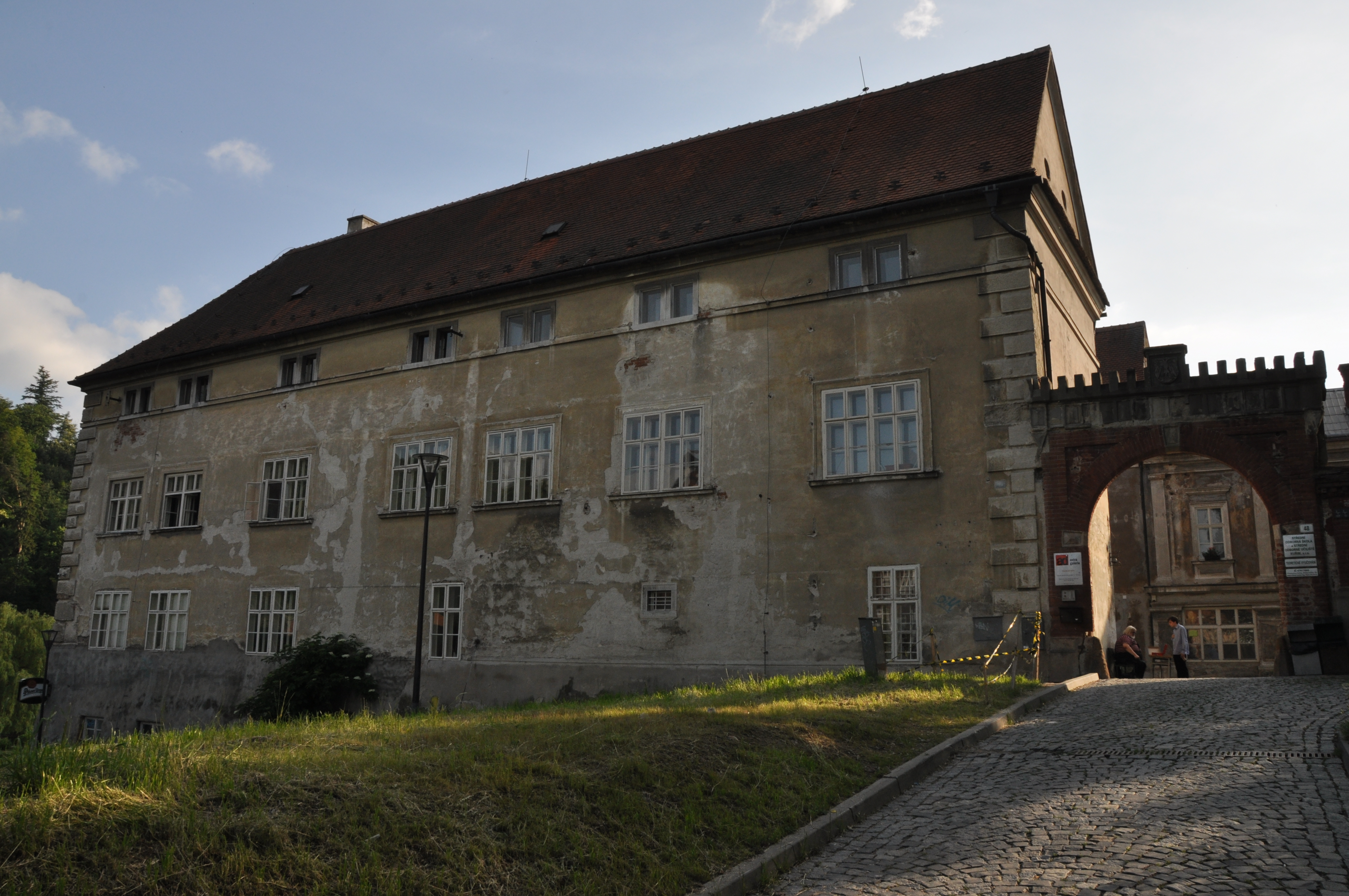
Zámek
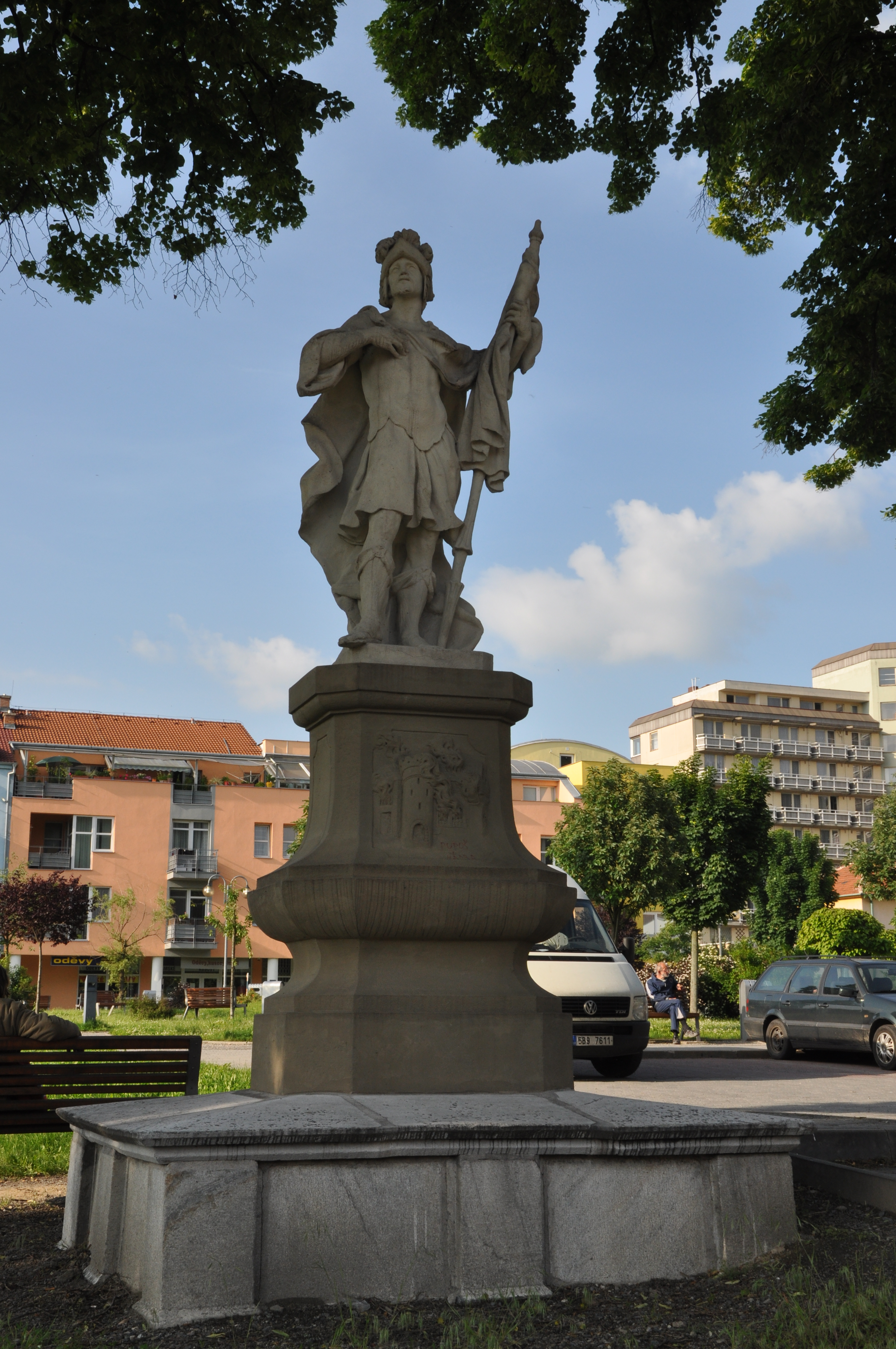
Socha sv. Floriána na náměstí 1. května
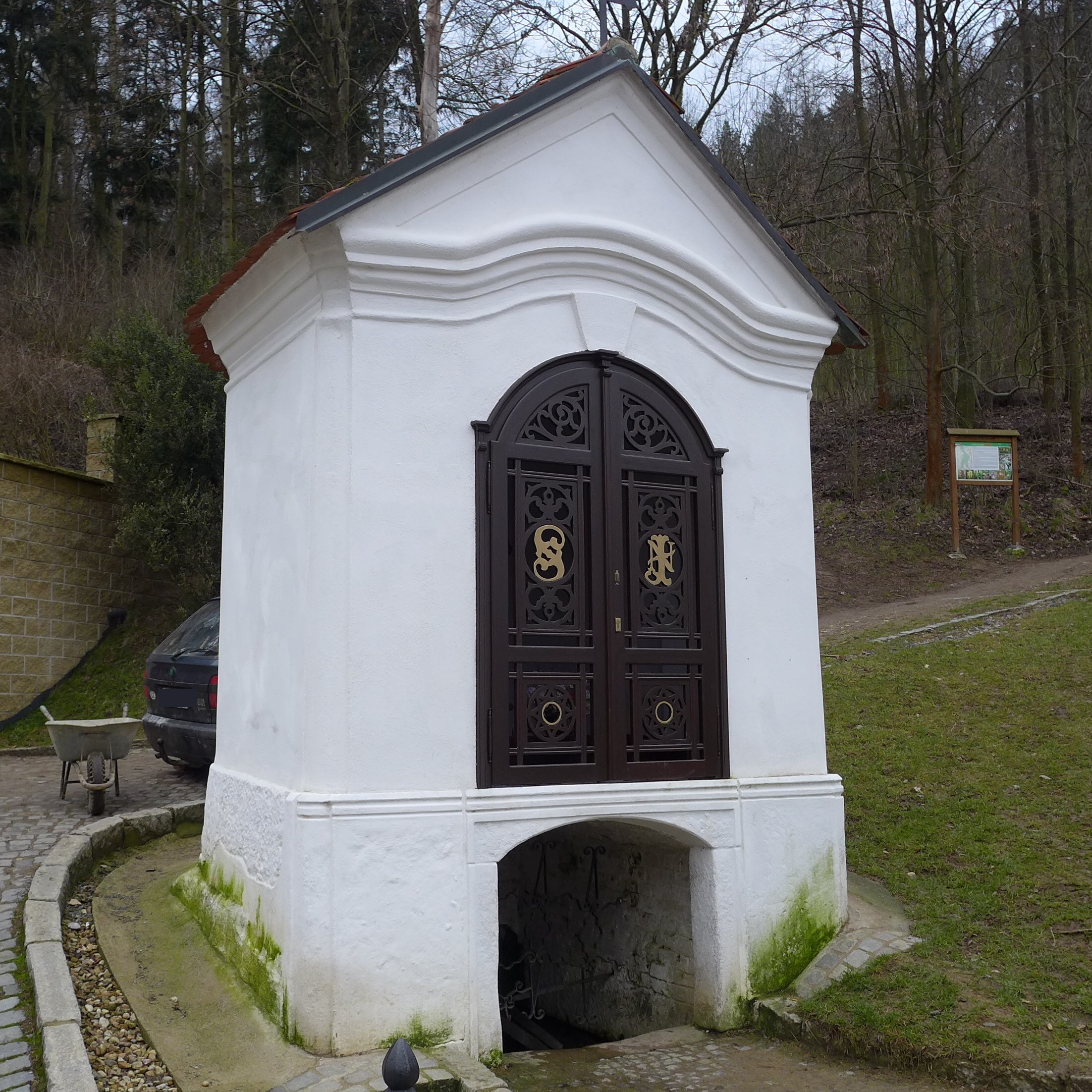
Vodní kaple Jana Nepomuckého

## Školství
V Kuřimi působí 5 škol: tři základní, jedna střední a jedna umělecká.
- ZŠ Tyršova (rok založení 1989) – 1. a 2. třída v budově v Komenského ulici (založena v roce 1929), 3.–5. třída a 2. stupeň v Tyršově ulici
- ZŠ Jungmannova (rok založení 1953) – 1. i 2. stupeň
- ZŠ DiviZna waldorfského typu (rok založení 2019) – soukromá škola v prostorách kuřimského zámku
- SOŠ a SOU Kuřim, s. r. o. (rok založení 1951) – soukromá škola v prostorách kuřimského zámku
- ZUŠ Kuřim (rok založení 1949) – sídlí v budově na Zahradní ulici s výukou hudebního, literárně-dramatického, tanečního a výtvarného oboru

Školství má v Kuřimi historii dlouhou několik staletí. První škola je v obci doložena již k roku 1675. Tehdy to byl domek s šindelovou střechou stojící na konci hlavní ulice, která vedla od kuřimského kostela sv. Máří Magdalény směrem k Brnu. Při číslování domů v 18. století dostal číslo 23 a toto domovní číslo je dodnes téměř na stejném místě na rohu ulic Legionářská a náměstí 1. května. 
Obecná škola

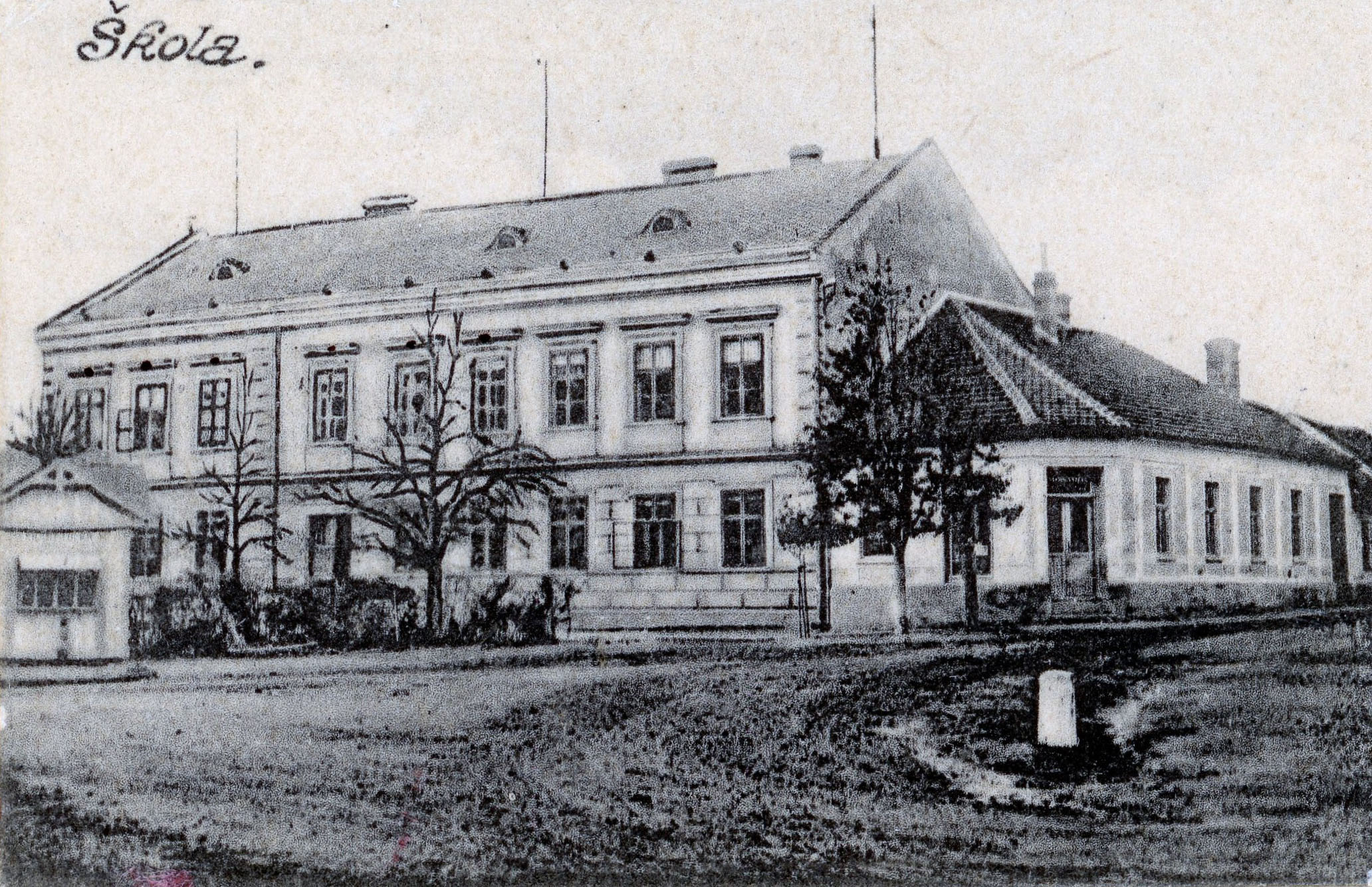
Obecná škola v Kuřimi na přelomu 19. a 20. století

V roce 1845 byla na místě staré školy postavena nová školní budova. Obecná škola byla z počátku dvojtřídní. Školu navštěvovaly také děti z Moravských Knínic a Jinačovic, a to až do té doby, dokud nebyly zřízeny školy v jejich obcích. V roce 1852 postihl školu požár, ale školní budova nebyla nijak zásadně poškozena. V letech 1877 – 1885 působil na škole jako učitel básník Otakar Sadovský. V roce 1885 byla škola rozšířena o třetí třídu, která se však nacházela v domě č. 36 na dnešní Tišnovské ulici. Od téhož roku také na škole působil jako učitel Eduard Rozkošný, který zde vydržel až do roku 1924.
Během letních prázdnin 1887 byla školní budova stavebně upravena a další školní rok se mohlo vyučovat ve čtyřech třídách. V roce 1895 již byla škola pětitřídní, v roce 1917 šestitřídní a o rok později osmitřídní. V roce 1920 byla zřízena v Kuřimi také měšťanská škola, která měla dvě třídy a jelikož neměla vlastní učebny, působila v budově obecné školy. Teprve v roce 1929 se třídy měšťanky přestěhovaly do nově postavené budovy měšťanské školy na Komenského ulici. 
Obecná škola, posléze Základní škola, fungovala v původní budově na náměstí 1. května i během 2. světové války. V 60. letech 20. století, kdy došlo ke zbourání radnice a okolních domů na tomto náměstí, se do budovy školy přesunul i Národní výbor. Organizačně spadala pod ZŠ Komenského a školu navštěvovali žáci prvního stupně. Po revoluci v roce 1989 byla budova počátkem 90. let prodána do soukromých rukou a tím zde výuka definitivně skončila.     
Měšťanská škola

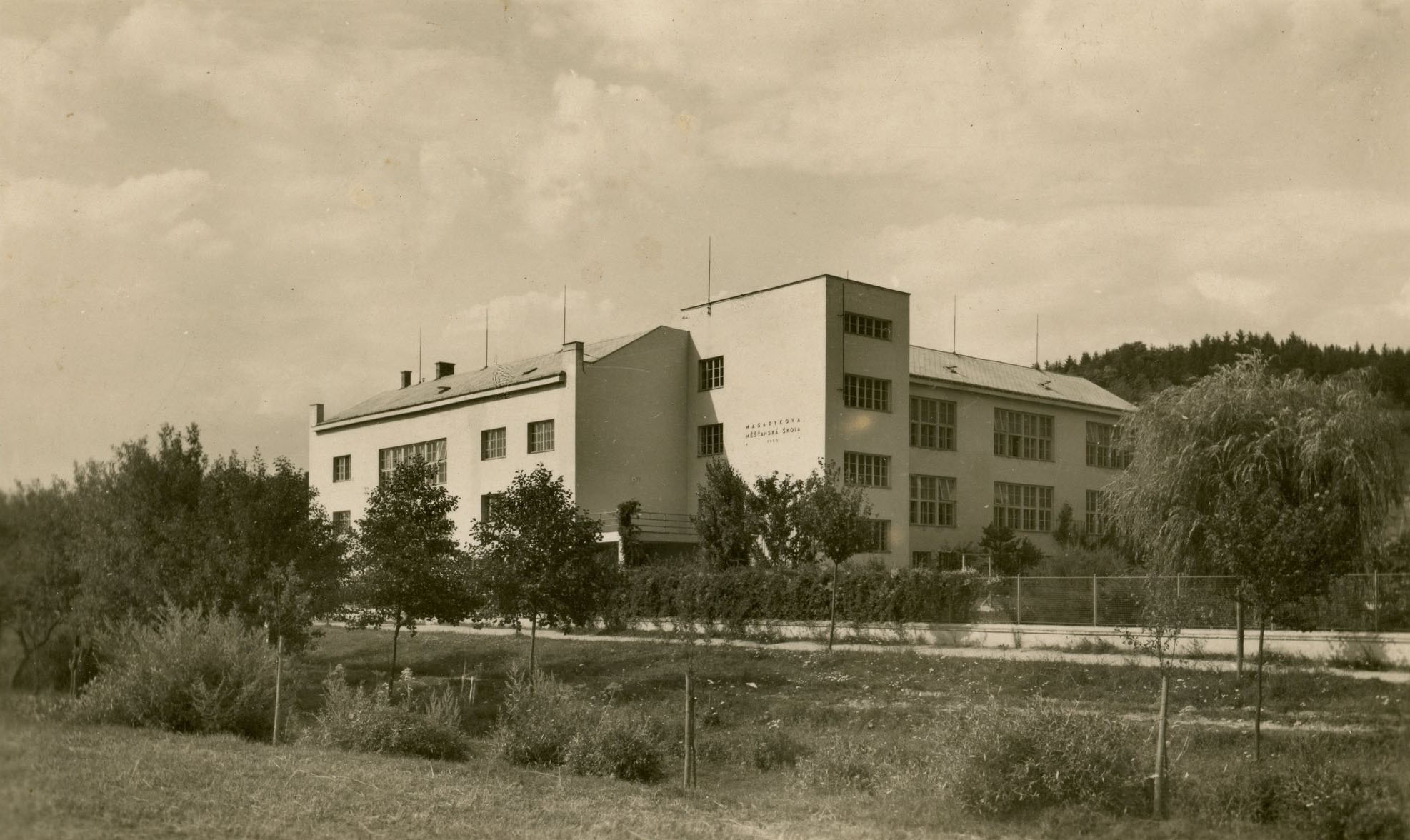
Novostavba Masarykovy měšťanské školy v Kuřimi v roce 1930

První úvahy o založení měšťanské školy v Kuřimi se objevily již v roce 1909 na zasedání obecního zastupitelstva. Trvalo ještě celé jedno desetiletí, než byla tato myšlenka všeobecně přijata a zastupitelstvo se na slavnostní schůzi 7. března 1920 konané u příležitosti narozenin prezidenta Masaryka všemi hlasy usneslo zřídit měšťanskou školu. Oficiálně byla škola povolena zemskou školní radou 4. září 1920. Jelikož měšťanka neměla v té době svou vlastní budovu, byly její dvě třídy umístěny v obecné škole na náměstí 1. května. Prvním ředitelem měšťanské školy se stal Hubert Vítkovič. 
Obec několik let hledala finance a pozemek pro stavbu vlastní měšťanské školy a nakonec zvolila pozemek na jižním svahu kopce Záruba zvaný „V Seslicích“ – zde se v roce 1928 začalo stavět podle návrhu architekta Bohuslava Fuchse. O rok později, 1. října 1929 ve třídách nové školní budovy zasedli žáci. Dne 6. června 1930 povolila prezidentská kancelář, aby škola nesla jméno „Masarykova měšťanská škola“. V areálu školy byla vybudována pod vedením učitele přírodopisu Františka Šmardy krásná zahrada, na kterou se jezdily dívat školy z celého kraje. 
Během 2. světové války byla budova školy poškozena leteckými pumami při spojeneckém bombardování Zbrojovky 25. srpna 1944. Po válce a především po postavení základní školy na ulici Jungmannova v roce 1953 byla tato spojena s bývalou měšťankou, nyní Základní školou na Komenského. 1. - 5. třída byla na ZŠ Jungmannova a 1. - 9. třída na ZŠ Komenského. V roce 1972 sem nastoupil PhDr. Miroslav Vespalec, který v roce 1976 definitivně rozdělil školy na dvě samostatné základní školy s třídami 1. - 9. Sám Vespalec odešel jako ředitel na Jungmannku a vedení Komenského převzala ředitelka Milada Jarůšková. V současnosti je ZŠ Komenského organizačně propojena se ZŠ Tyršovka.   
Základní škola Jungmannova
Poválečný demografický vývoj předznamenal, že školy v Kuřimi brzy nebudou kapacitně stačit množství dětí z města i okolních obcí. Počátkem 50. let 20. století se tedy začala stavět škola na Jungmannově ulici. Zhotovitelem byly Československé stavební závody, n.p. závod Brno. Náklady na stavbu činily 17 milionů korun. Slavnostní otevření se konalo v neděli 30. srpna 1953, kdy si učitelé, rodiče i žáci prohlédli nově postavenou školu. Prvním ředitelem byl František Filka. V roce 1962 byly přistavěny další školní budovy, v nichž byly tělocvična, šatny, dílny a jídelna s kuchyní.
Ředitele Filku později na ředitelském postu vystřídali Jan Pokorný, Antonín Komprs, Jaroslav Doležal, Josef Vozka, Milada Jarušková. V roce 1976 převzal vedení školy PhDr. Miroslav Vespalec, který zde působil až do roku 1990. Nahradil ho Pavel Vacek z Veverské Bítýšky a později Ivana Boleslavová. Od roku 2002 vede školu současný ředitel Mgr. Richard Mach. 
ZŠ Jungmannova byla také za éry ředitele Vespalce jediná škola v okrese Brno-venkov, která byla zařazena do experimentálního vyučování – s několikaletým předstihem se zde testovaly nové učebnice, zaváděla výuka množin a nový způsob didaktiky.  

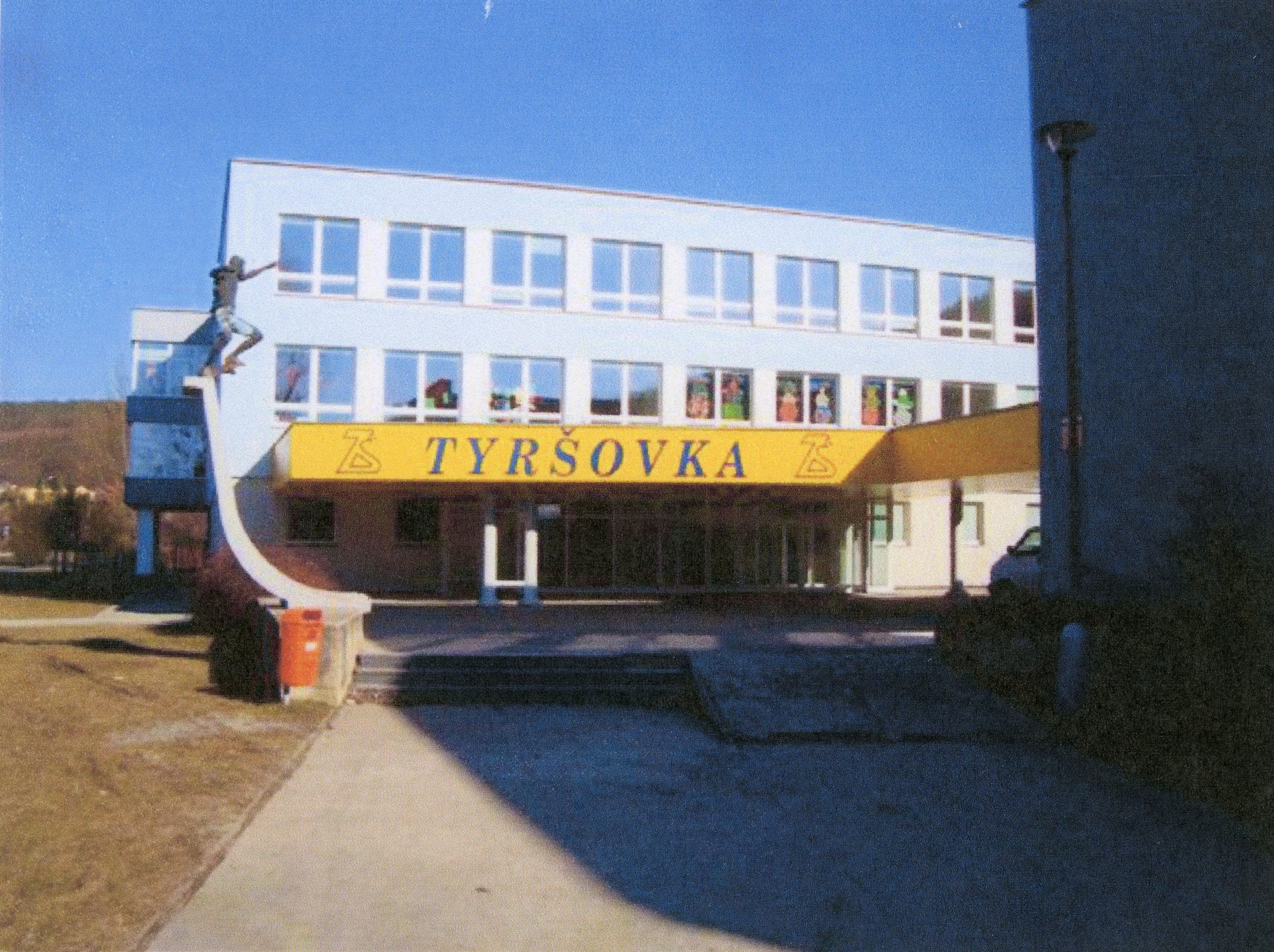
Základní škola Tyršova
Nejmladší základní škola v Kuřimi stojí na ulici Tyršova. Jelikož stávající základní školy nebyly schopny pojmout množství žáků, byla v roce 1989 postavena další škola na ulici Tyršova, která organizačně spadala pod ZŠ Komenského. Do nové budovy se přestěhoval část prvního stupně a celý druhý stupeň. 1. a 2. třídy s družinou zůstaly nadále na Komenského. Škola měla na svou dobu moderně vybavené učebny přírodovědy, fyziky, chemie i výuky jazyků a zaváděla do výuky také výpočetní techniku. První ředitelkou školy byla Hana Jakšová. V červenci 1990 převzal vedení školy Jiří Krumpholc. Za jeho působení vznikla 1. ledna 1994 samostatná příspěvková organizace Základní škola Kuřim, Tyršova 1255. 
V březnu 1996 se stal ředitelem školy PaedDr. Zdeněk Motlíček, po něm od roku 2003 Stanislav Plchot. Od jeho odchodu v roce 2018 je v čele ZŠ Tyršova Mgr. Bc. Hana Kočevová.  
ZŠ Divizna
V roce 2019 byla v prostorách kuřimského zámku otevřena nová soukromá Základní devítiletá škola Divizna waldorfského typu. Ředitelkou je Zuzana Poláčková. 
Živnostenská škola pokračovací
V letech 1921 – 1931 v Kuřimi působila Živnostenská škola pokračovací. Jedním z jejich učitelů byl František Brychta, který zároveň působil na měšťanské škole v Kuřimi, správcem školy se stal v roce 1923 po svém příchodu do Kuřimi odborný učitel Ludvík Svoboda. Její činnost byla zrušena koncem školního roku 1930/31 a její žáci byly převedeni do stejné školy v Tišnově. 
Základní umělecká škola
Byla založena v roce 1949 a jejím prvním ředitelem se stal Vítězslav Kühn, který byl vynikajícím hudebníkem a vedl i pěvecký sbor dospělých. V roce 1954 Základní hudební škola přesídlila do budovy bývalého podniku Františka Janáčka na prášek do pečiva a koření na rohu ulic Legionářská a Vojtova – školu tehdy vedl Jindřich Bleša, v roce 1956 vystřídaný Josefem Havránkem.
Od roku 1961 nesla škola název Lidová škola umění tak, jak to bylo pro tento typ škol běžné v celé republice. Školu tehdy převzal do správy ředitel Stanislav Skalský, který vytvořil Experimentální orchestr LŠU. Tento orchestr nastudoval a v únoru 1969 předvedl ve světové premiéře skladbu Concertino moderního skladatele Arnošta Parsche. Premiéra se konala v sále JAMU v Brně a byl z ní pořízen rozhlasový záznam. V 60. letech také začala tradice školních koncertů, z nichž zvláště oblíbené byly koncerty na závěr školního roku za účasti rodičů a veřejnosti. 
Od roku 1973 byla LŠU doplněna také o výtvarný odbor a v roce 1985 i o odbor taneční. To již ředitele Skalského vystřídal Mgr. Josef Cecava. Naďa Chocholáčová v roce 1979 také založila dětský folkový soubor, který se během 80. a 90. let účastnil mnoha koncertů a soutěží a několikrát vyhrál i krajskou soutěž ZUŠ. Po revoluci změnila škola opět název na Základní uměleckou školu a jejím ředitelem se v roce 1990 stal Jiří Vichta. O rok později přibyl na škole literárně-dramatický odbor. Škola se také přestěhovala z prostor na Legionářské ulici do Domu dětí a mládeže na Jungmannově ulici. V současnosti škola sídlí na Zahradní ulici.
Škola měla také svá detašovaná pracoviště, a to od roku 1962 ve Veverské Bítýšce, od 90. let také v Moravských Knínicích, Lelekovicích a Čebíně. 
Střední odborná škola a Střední odborné učiliště Kuřim
V roce 1951 bylo do prostor kuřimského zámku umístěno Odborné učiliště závodu TOS Kuřim, které mělo pro tuto firmu vychovávat odborně vyškolené pracovníky strojírenského, slévárenského a elektrotechnického zaměření. V roce 1986 se výuka rozšířila o maturitní obory. Škola nabízela také maturitní studium při zaměstnání. 
V roce 1991 přešla škola do soukromé sféry a měla postavení vnitřního závodu TOS Kuřim. O dva roky později, v roce 1993 se stala škola společností s ručením omezeným. V současné době je ředitelem Mgr. Vojtěch Novotný. 

## Sport
Město vyniká házenou, v níž muži jsou v II. lize – Morava a mladší dorost v I. lize – Morava. Od 1. října 2005 zahájila svou první sezónu nafukovací hala, a tak již kuřimští nemusejí odehrávat své ligové domácí zápasy jako dříve v Tišnově. Kuřim má vlastní fotbalový stadion (viz FC Kuřim), tenisové kurty, saunu, fitness centrum se soláriem. V Kuřimi se také nachází lezecká stěna vysoká 12 m s plochou 450 m² a 4 500 úchyty.
Koncem roku 2006 vedení města odsouhlasilo kompletní rekonstrukci krytého bazénu a koupaliště. Na podzim roku 2010 byl komplex otevřen jako Wellness Kuřim. V roce 2009 vybrán zastupitelstvem vítězný návrh z architektonické soutěže na multifunkční sportovní halu. V roce 2016 schválilo zastupitelstvo města zahájení stavby nové městské sportovní haly.

## Průmysl
- TOS Kuřim: výroba obráběcích strojů, kuličkových šroubů
- Slévárna Kuřim, a.s.: výroba šedé a tvárné litiny
- TE Connectivity: výroba elektrokabeláží do automobilů, konektorů, kabelů, vláknové optiky

## Partnerská města
- Stupava, Slovensko
- Niepołomice, Polsko